# Susan Misner
Susan Misner (ur. 8 lutego 1971 w Paterson) – amerykańska aktorka.

## Filmografia
- 1996: Wszyscy mówią: kocham cię (Everyone Says I Love You), jako Harry Winston Dancer
- 1997: Więzienie umysłów (Cyber Vengeance), jako Tory
- 1999: Tylko jedno życie (One Life to Live), jako Grace Davidson Buchanan
- 2001: Miłość Queenie (Queenie in Love), jako Chick
- 2002: Amator kwaśnych jabłek (Pipe Dream), jako Onica
- 2002: Chicago, jako Liz
- 2003: Lepiej późno niż później (Something's Gotta Give), jako Harry's Old Flame
- 2004: Życie, którego nie było (The Forgotten), jako agentka Lisa Franks
- 2005: Walking on the Sky, jako Sara
- 2006: Blef (The Hoax), jako dziewczyna nr 1
- 2006: Mentor, jako Marilyn Conner
- 2006: Dwa tygodnie (Two Weeks), jako Sherry
- 2008: Stick It in Detroit, jako Lisa Brooks
- 2008: The Drum Beats Twice, jako Mary
- 2009: Nurek pod wodą (Cayman Went), jako Darby Thomas